# Yarrowsburg
Yarrowsburg è un census-designated place della contea di Washington, nello stato del Maryland, Stati Uniti d'America.